# Saint-Maurice-d'Ardèche
Saint-Maurice-d'Ardèche é uma comuna francesa na região administrativa de Auvérnia-Ródano-Alpes, no departamento de Ardèche. Estende-se por uma área de 5,19 km². Em 2010 a comuna tinha 318 habitantes (densidade: 61,3 hab./km²).